# Áslaug Munda Gunnlaugsdóttir
Áslaug Munda Gunnlaugsdóttir (2 giugno 2001) è una calciatrice islandese, difensore del Breiðablik e della nazionale islandese.

## Palmarès

### Club
- Campionato islandese: 3

Breiðablik: 2018, 2020, 2024
- Coppa d'Islanda: 2

Breiðablik: 2018, 2021
- Supercoppa islandese: 1

Breiðablik: 2019